# 阿谢尔
阿谢尔（法語：Achères，法語發音：[aʃɛʁ] ⓘ），法国中北部城市，法兰西岛大区伊夫林省的一个市镇，隶属于圣日耳曼昂莱区，其市镇面积为9.44平方公里，2022年1月1日时人口数量为21,663人，在法国城市中排名第425位。
阿谢尔位于伊夫林省东部，塞纳河左岸，是巴黎的一个近郊卫星城，法兰西岛大区快铁A线和多条公交线路经过此地。

## 地名来源
“Achères”一名可能出自拉丁语单词“apiarias”，意为“养蜂场”，其对应的现代法语单词为“ruchers”。

## 历史

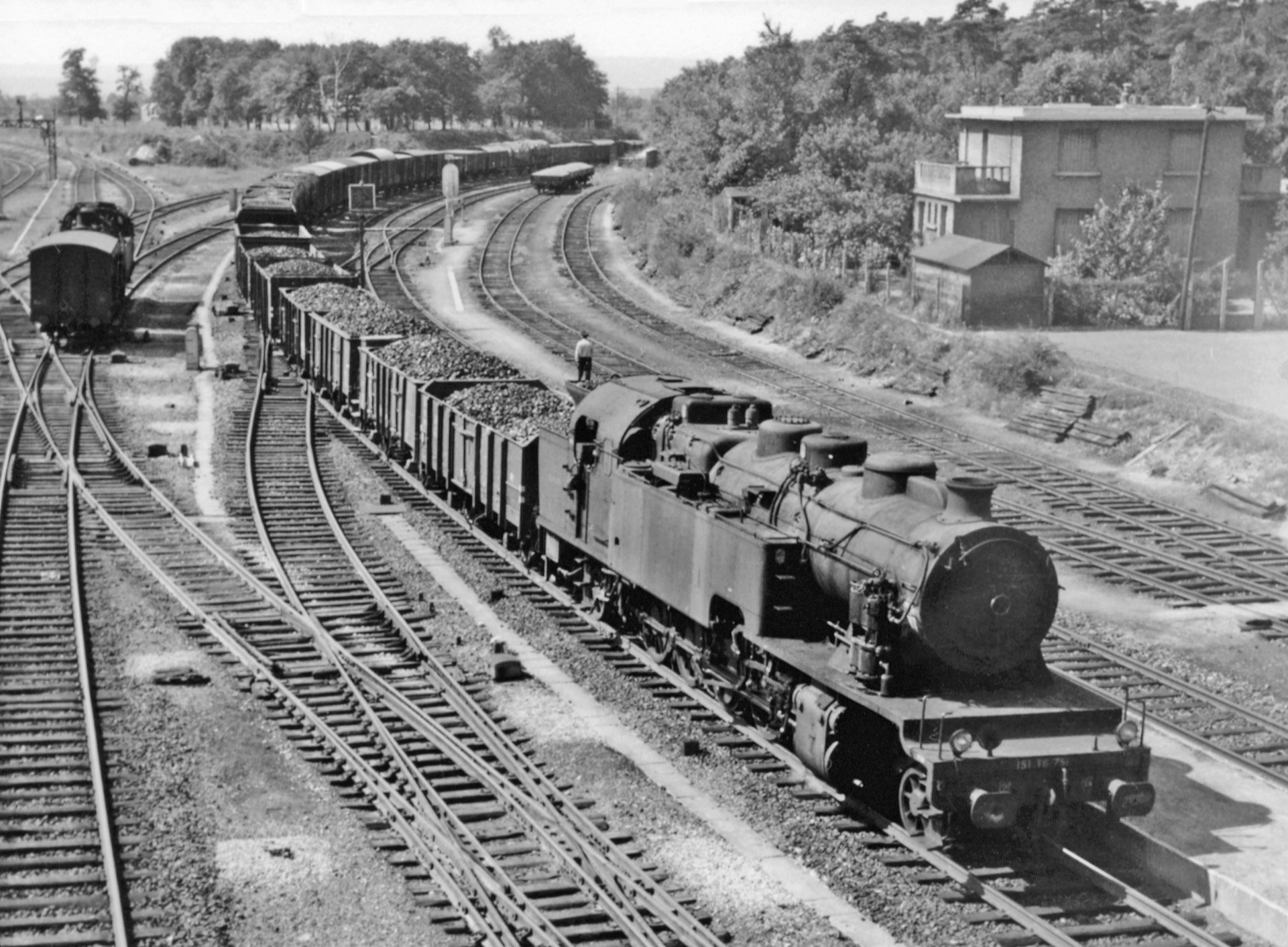
二十世纪中期途径阿谢尔的一列蒸汽牵引列车

阿谢尔的早期历史尚不清楚，当地靠近塞纳河的区域曾发现古典时期的人类活动遗迹。中世纪时，阿谢尔长期为塞纳河畔的一处普通农业村落。法荷战争期间，路易十四曾在阿谢尔境内兴建了一处面积达200公顷的弹药库。法国大革命后，阿谢尔成为塞纳-瓦兹省的一个市镇。工业革命期间，塞纳河阿谢尔沿岸兴建了大型污水处理中心，途径阿谢尔的巴黎—勒阿弗尔铁路和阿谢尔—蓬图瓦兹铁路相继建成通车。直至19世纪末，阿谢尔尚为一处人口不足一千的普通农业村落。1899年，比利时汽车工程师卡米耶·热纳齐在阿谢尔的一条公路上驾驶其改装的“永不满足号”轿车开出了超过每小时100公里的时速，打破了当时的世界纪录。自20世纪以来，得益于巴黎的城市扩张，阿谢尔人口数量快速增加，当地兴建了大批居民建筑。1968年，塞纳-瓦兹省被撤销，阿谢尔被划入新成立的伊夫林省。1988年，途径阿谢尔的法兰西岛大区快铁A线建成通车。
在地方文化研究方面，当地的地方史爱好者于2002年创建了“阿谢尔记忆协会”（Association pour la mémoire d'Achères）。

## 地理

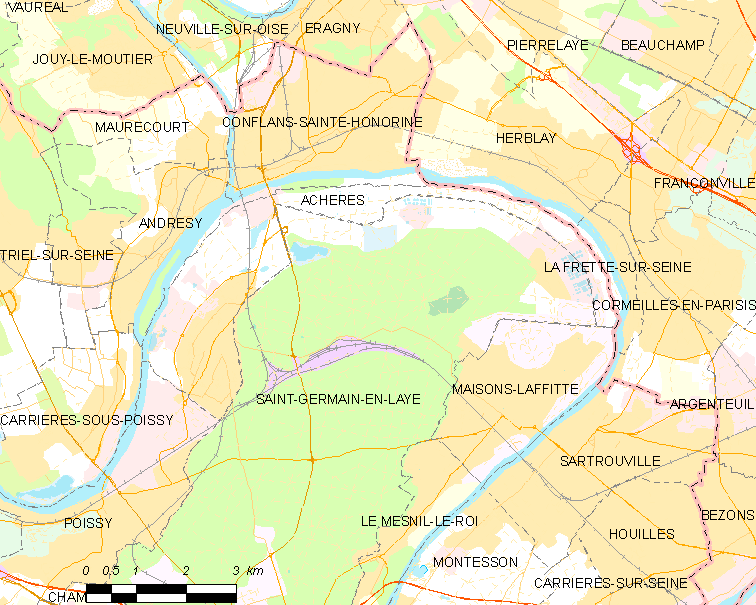
阿谢尔市镇范围地图

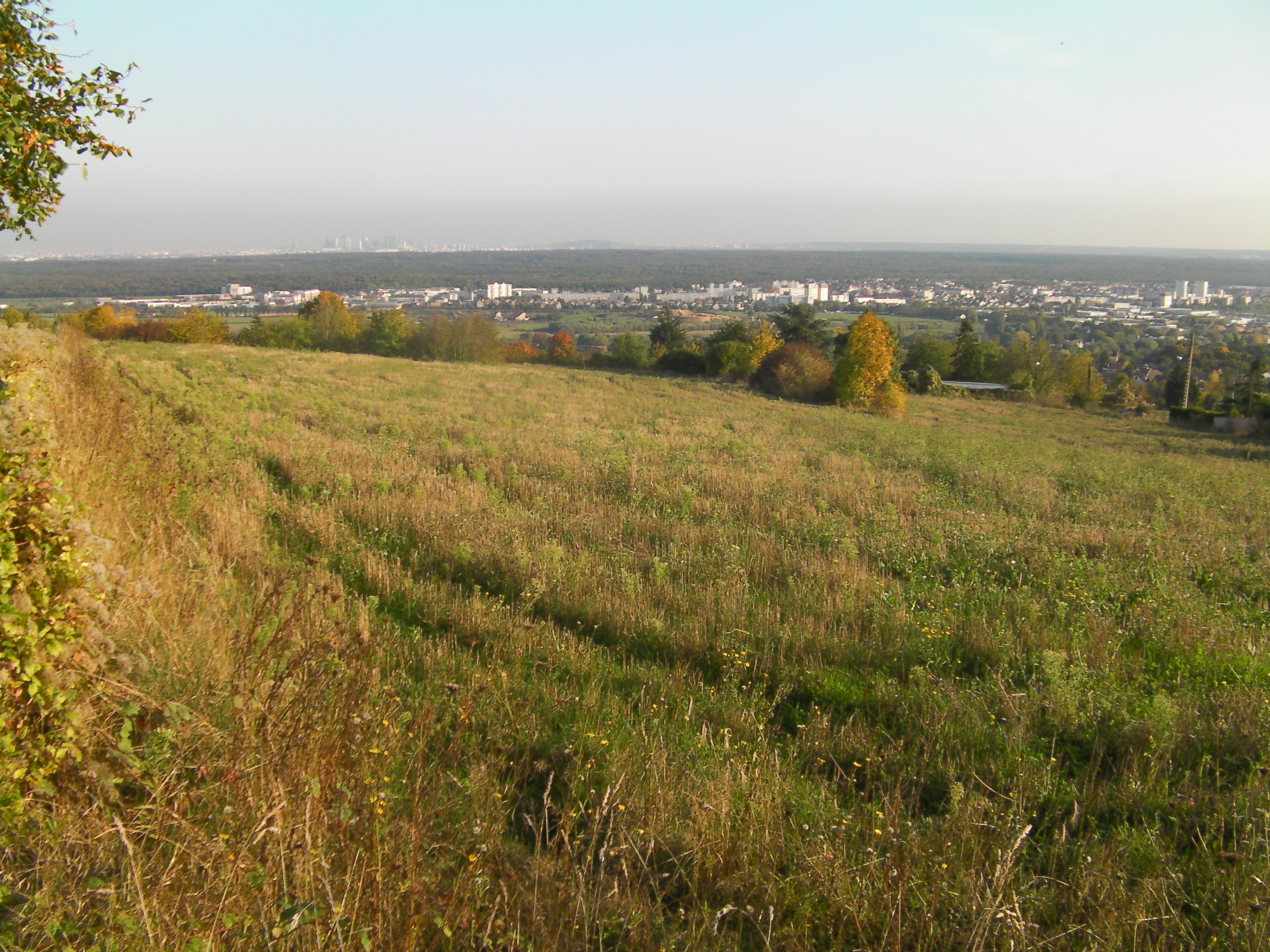
阿谢尔附近的一处自然风光

阿谢尔位于法国中北部，法兰西岛大区中西部和伊夫林省东北部，距离省会凡尔赛大约24公里。与阿谢尔接壤的市镇包括：昂德雷西、孔夫朗-圣奥诺里娜、塞纳河畔埃尔布莱、卡里耶尔苏普瓦西、塞纳河畔拉弗雷特、普瓦西、圣日耳曼昂莱和迈松拉菲特。

### 地形
阿谢尔位于巴黎盆地腹地，境内以平原为主，市镇中心地势较为平坦，东部林地略高，全境海拔在18到32米之间。

### 水文
塞纳河自东转西南流经阿谢尔市区北部和西部，部分河滩被开辟为采石场，其废弃后的深坑经蓄水后成为湖泊，其中阿谢尔高卢湖（La Gaule Acheroise）附近开辟有城市休闲公园。

### 植被
阿谢尔属于温带阔叶混交林区，林地多分布于河流附近，市区东部毗邻圣日耳曼昂莱森林。
在鲜花城市的评比中，阿谢尔被评为3星级鲜花城市。

### 气候
阿谢尔在柯本气候分类法中属于温带海洋性气候（Cfb）。
距离阿谢尔最近的常年气象站位于塞纳河畔埃尔布莱境内，以下为该气象站的数据（其中日照数据取自勒布尔歇气象站）：
| 埃尔布莱 1981年－2019年 | 埃尔布莱 1981年－2019年 | 埃尔布莱 1981年－2019年 | 埃尔布莱 1981年－2019年 | 埃尔布莱 1981年－2019年 | 埃尔布莱 1981年－2019年 | 埃尔布莱 1981年－2019年 | 埃尔布莱 1981年－2019年 | 埃尔布莱 1981年－2019年 | 埃尔布莱 1981年－2019年 | 埃尔布莱 1981年－2019年 | 埃尔布莱 1981年－2019年 | 埃尔布莱 1981年－2019年 | 埃尔布莱 1981年－2019年 |
| 月份                    | 1月                     | 2月                     | 3月                     | 4月                     | 5月                     | 6月                     | 7月                     | 8月                     | 9月                     | 10月                    | 11月                    | 12月                    | 全年                    |
| ----------------------- | ----------------------- | ----------------------- | ----------------------- | ----------------------- | ----------------------- | ----------------------- | ----------------------- | ----------------------- | ----------------------- | ----------------------- | ----------------------- | ----------------------- | ----------------------- |
| 历史最高温 °C（°F）     | 16 (61)                 | 20.5 (68.9)             | 24.6 (76.3)             | 27 (81)                 | 32.5 (90.5)             | 36.8 (98.2)             | 37.2 (99.0)             | 40.1 (104.2)            | 32.5 (90.5)             | 29.4 (84.9)             | 19 (66)                 | 17.7 (63.9)             | 40.1 (104.2)            |
| 平均高温 °C（°F）       | 7.2 (45.0)              | 8.8 (47.8)              | 12.8 (55.0)             | 15.4 (59.7)             | 19.8 (67.6)             | 22.7 (72.9)             | 25.1 (77.2)             | 25.1 (77.2)             | 21.2 (70.2)             | 16.2 (61.2)             | 10.7 (51.3)             | 7 (45)                  | 16 (61)                 |
| 日均气温 °C（°F）       | 4.6 (40.3)              | 5.5 (41.9)              | 8.6 (47.5)              | 10.6 (51.1)             | 14.6 (58.3)             | 17.4 (63.3)             | 19.7 (67.5)             | 19.6 (67.3)             | 16.1 (61.0)             | 12.4 (54.3)             | 7.7 (45.9)              | 4.6 (40.3)              | 11.8 (53.2)             |
| 平均低温 °C（°F）       | 2.1 (35.8)              | 2.2 (36.0)              | 4.3 (39.7)              | 5.8 (42.4)              | 9.5 (49.1)              | 12.2 (54.0)             | 14.2 (57.6)             | 14.1 (57.4)             | 11.1 (52.0)             | 8.5 (47.3)              | 4.7 (40.5)              | 2.1 (35.8)              | 7.6 (45.7)              |
| 历史最低温 °C（°F）     | −13.5 (7.7)             | −12.8 (9.0)             | −9.7 (14.5)             | −3 (27)                 | 0.3 (32.5)              | 2.1 (35.8)              | 5.9 (42.6)              | 5.2 (41.4)              | 2.3 (36.1)              | −3.5 (25.7)             | −9.9 (14.2)             | −11.6 (11.1)            | −13.5 (7.7)             |
| 平均降水量 mm（）       | 45.3 (1.78)             | 44.2 (1.74)             | 45.2 (1.78)             | 50.7 (2.00)             | 53.2 (2.09)             | 51.8 (2.04)             | 54.6 (2.15)             | 51.7 (2.04)             | 42.8 (1.69)             | 61.3 (2.41)             | 51.4 (2.02)             | 60.3 (2.37)             | 612.5 (24.11)           |
| 月均日照時數            | 62                      | 75.1                    | 125                     | 165.8                   | 193.3                   | 206.9                   | 215.7                   | 206.2                   | 160.2                   | 111.2                   | 65.1                    | 50.8                    | 1,637.3                 |
| 来源：infoclimat.fr     |                         |                         |                         |                         |                         |                         |                         |                         |                         |                         |                         |                         |                         |

## 行政区划
阿谢尔的市镇编号为78005，邮政编号为78260。
在行政管理方面，阿谢尔隶属于法国法兰西岛大区伊夫林省圣日耳曼昂莱区；在地方选举方面，阿谢尔隶属于普瓦西县，其市镇范围全境被划入伊夫林省第六选区；在社会管理方面，阿谢尔是大巴黎塞纳-瓦兹城市公共社区的组成部分。
截至2023年9月，阿谢尔市镇范围内暂无任何城市敏感街区及城市政策优先街区。
法国国家统计与经济研究所（简称）在进行数据统计时，将阿谢尔及相邻的另外428个市镇设为巴黎城市核心区（2020年扩充至431个），并将包括核心区在内的周边共1,794个市镇划为巴黎城市区。自2020年起，巴黎城市区被包含1,949个市镇的巴黎城市辐射区代替。此外，还将阿谢尔市镇分为了9个“块区”（IRIS），以便于统计人口分布情况。

## 交通

### 公路
法国国道N184线经过阿谢尔市区北部，伊夫林省省道D30线穿越阿谢尔镇中心。阿谢尔境内的大部分街道已完成城市化改造，配有照明、人行道、排水等设施。
| 6b | 7 |

| 凡尔赛 | 23 |

| 圣日耳曼昂莱 | 9 |

| 孔夫朗 | 6 |

2019年，75.1%的阿谢尔家庭拥有至少一辆私人汽车。2021年，阿谢尔境内共发生各类交通事故3起，造成1人遇难，2人受伤。

### 铁路

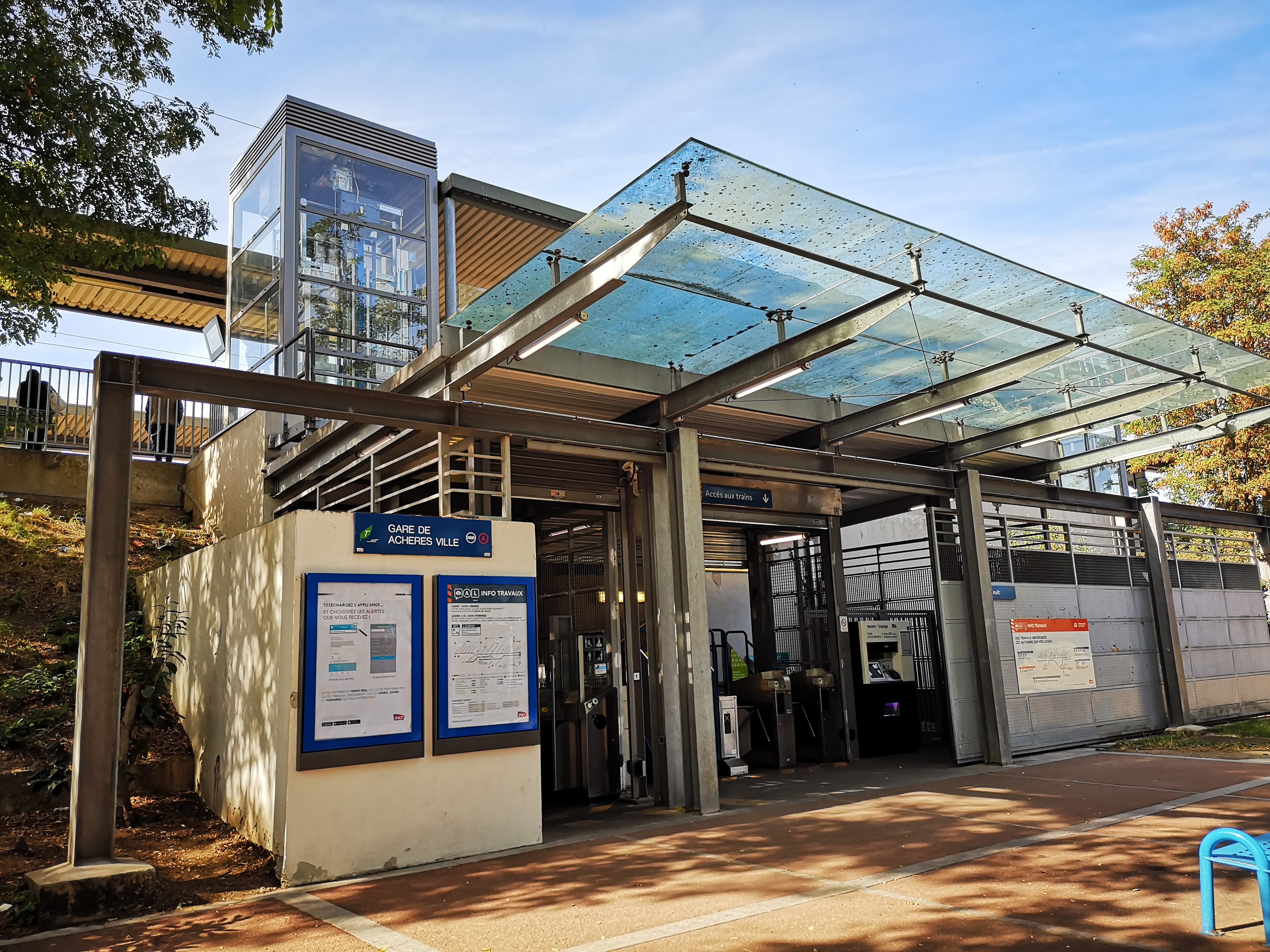
阿谢尔城站的一处入口

阿谢尔位于巴黎－勒阿弗尔铁路和阿谢尔－蓬图瓦兹铁路的交汇处。阿谢尔城站和阿谢尔大花楸站是当地的两个客运铁路车站，阿谢尔编组站则是当地的一个铁路编组站。

### 航空
阿谢尔距离巴黎-奥利机场和巴黎戴高乐机场的公路里程分别约46公里和49公里。

### 城市公共交通
阿谢尔位于巴黎－勒阿弗尔铁路和阿谢尔－蓬图瓦兹铁路的交汇处。阿谢尔城站位于市区北部，阿谢尔大花楸站位于市区东部，两者均是法兰西岛大区快铁A线的车站；此外还有数条公交线路经过阿谢尔市区。
| 途经阿谢尔境内的主要公共交通线路 |        | |
| 类型                             | 运营商 | 线路 |
| 快铁                             | RATP   | ：马恩拉瓦莱-谢西站/布瓦西圣莱热站 ↔ 万塞讷站 ↔ 巴黎-里昂火车站 ↔ 沙特雷-大堂站 ↔ 拉德芳斯站 ↔ 楠泰尔省府站 ↔ 阿谢尔大花楸站 ↔ 普瓦西站 ：马恩拉瓦莱-谢西站/布瓦西圣莱热站 ↔ 万塞讷站 ↔ 巴黎-里昂火车站 ↔ 沙特雷-大堂站 ↔ 拉德芳斯站 ↔ 楠泰尔省府站 ↔ 阿谢尔城站 ↔ 塞尔吉省府站 ↔ 塞尔吉高地站 |
| 区域列车                         |        | ：巴黎圣拉扎尔站 ↔ 楠泰尔大学站 ↔ 阿谢尔城站 ↔ 塞尔吉省府站 ↔ 塞尔吉高地站 |
| 公共汽车                         | CSO    | 4：普瓦西火车站 ↔ 克鲁瓦龙皮 ↔ 莱鲁捷 ↔ 市政厅 ↔ 阿谢尔城站 ↔ 巴拉斯蒂耶尔 ↔ 孔夫朗-圣奥诺里娜站 5：圣日耳曼昂莱-火车站 ↔ 克鲁瓦龙皮 ↔ 莱鲁捷 ↔ 市政府 ↔ 阿谢尔城站 ↔ 巴拉斯蒂耶尔 ↔ 孔夫朗-圣奥诺里娜-罗马涅广场 5S：埃尔布莱-消防队 ↔ 孔夫朗-圣奥诺里娜站 ↔ 巴拉斯蒂耶尔 ↔ 阿谢尔城站 ↔ 市政府 ↔ 普瓦西-蓬图瓦兹大街 ↔ 圣日耳曼昂莱-尼科 A1：阿谢尔城站（环线，经邮局、市政府） A2：阿谢尔城站（环线，经普瓦西） |
| 公共汽车                         | (N)    | N152：巴黎-圣拉扎尔火车站 ↔ 楠泰尔 ↔ 阿谢尔大花楸站 ↔ 阿谢尔城站 ↔ 孔夫朗-圣奥诺里娜 ↔ 塞尔吉省府站 ↔ 塞尔吉高地站 |
| 1.                               |        | |

## 政治

### 市政内阁

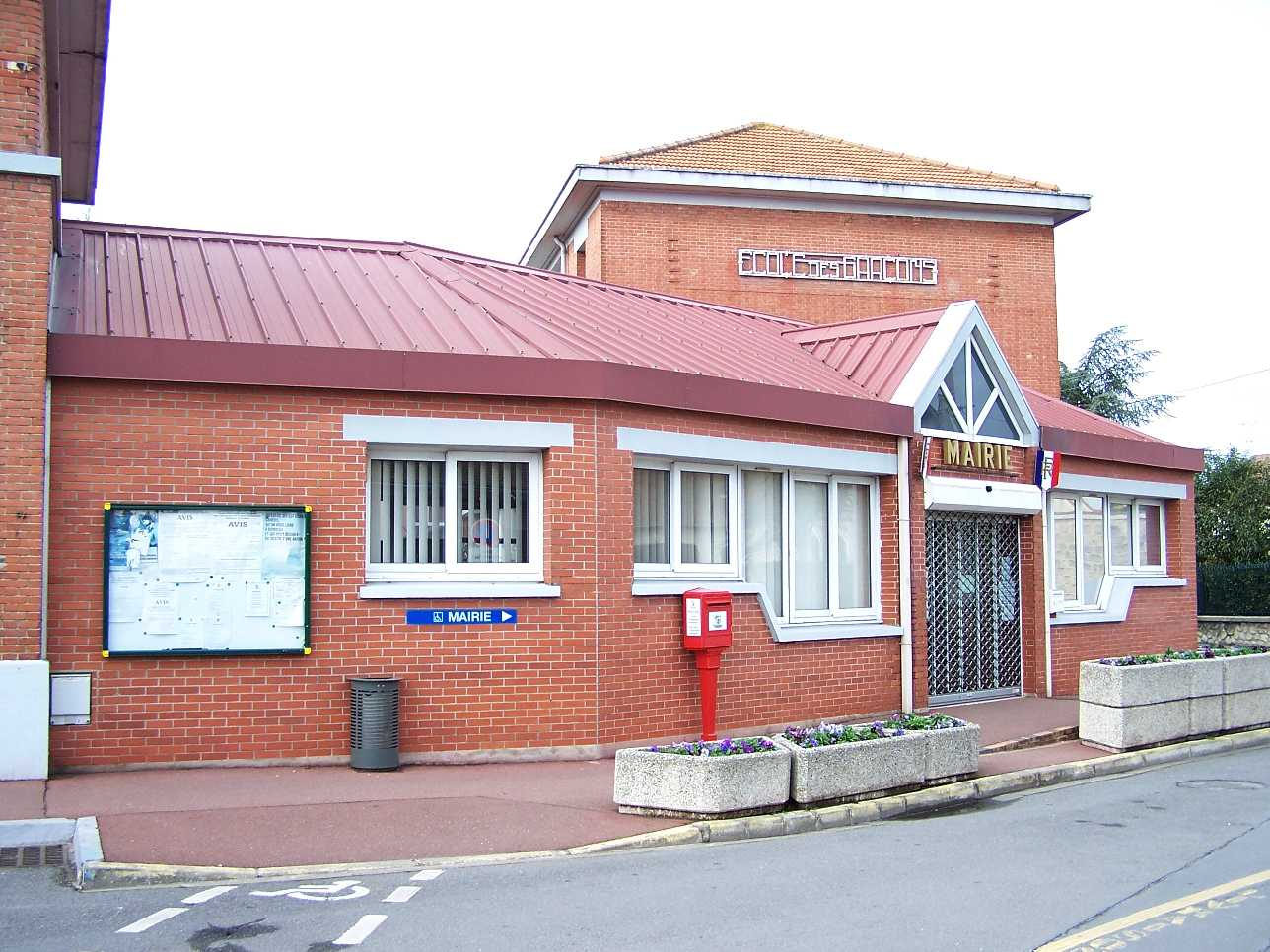
阿谢尔市政厅

阿谢尔的现任市长为马克·奥诺雷先生（Marc HONORÉ），他是一名右翼无党派人士，在2020年的市政选举中获得了56.28%的支持率。
| 阿谢尔历届市长 | 阿谢尔历届市长                 | 阿谢尔历届市长              |
| 任期           | 市长                           | 党派                        |
| -------------- | ------------------------------ | --------------------------- |
| 1944年－1945年 | Louis PENEAU 路易·珀诺         | PCF法国共产党               |
| 1945年－1951年 | Frédéric BAUER 弗雷德里克·鲍尔 | PCF法国共产党               |
| 1951年－1968年 | Julienne VOLAT 朱利安娜·沃拉   | PCF法国共产党               |
| 1968年－1971年 | Jean DUPONT 让·杜邦            | PCF法国共产党               |
| 1971年－1977年 | Roger BÉLIS 罗歇·贝利          | PCF法国共产党               |
| 1977年－1998年 | Pierre SOULAT 皮埃尔·苏拉      | PCF法国共产党               |
| 1998年－2014年 | Alain OUTREMAN 阿兰·乌特勒曼   | PCF法国共产党               |
| 2014年－       | Marc HONORÉ 马克·奥诺雷        | LR共和黨 →DVD右翼无党派人士 |

### 各级选举
| 阿谢尔历届投票选举结果 | 阿谢尔历届投票选举结果 | 阿谢尔历届投票选举结果 | 阿谢尔历届投票选举结果 | 阿谢尔历届投票选举结果 | 阿谢尔历届投票选举结果 | 阿谢尔历届投票选举结果 | 阿谢尔历届投票选举结果 | 阿谢尔历届投票选举结果 | 阿谢尔历届投票选举结果 |
| 选举项目               | 选举范围               | 选区单位               | 选区单位内的选举结果   | 选区单位内的选举结果   | 选区单位内的选举结果   | 选区单位内的选举结果   | 选区单位内的选举结果   | 选区单位内的选举结果   | 参考资料               |
| 选举项目               | 选举范围               | 选区单位               | 第一轮胜出者           | 第一轮胜出者           | 支持率                 | 第二轮胜出者           | 第二轮胜出者           | 支持率                 | 参考资料               |
| ---------------------- | ---------------------- | ---------------------- | ---------------------- | ---------------------- | ---------------------- | ---------------------- | ---------------------- | ---------------------- | ---------------------- |
| 2002年法國總統選舉     | 法國                   | 市镇                   |                        | 利昂内尔·若斯潘        | 16.98%                 |                        | 雅克·希拉克            | 84.91%                 | [ 27 ]                 |
| 2007年法國總統選舉     | 法國                   | 市镇                   |                        | 塞格琳·羅雅爾          | 23.44%                 |                        | 塞格琳·羅雅爾          | 51.4%                  | [ 28 ]                 |
| 2012年法國總統選舉     | 法國                   | 市镇                   |                        | 弗朗索瓦·奥朗德        | 32.09%                 |                        | 弗朗索瓦·奥朗德        | 59.14%                 | [ 29 ]                 |
| 2017年法國總統選舉     | 法國                   | 市镇                   |                        | 让-吕克·梅朗雄         | 26.74%                 |                        | 埃马纽埃尔·马克龙      | 74.47%                 | [ 25 ]                 |
| 2017年法国立法选举     | 伊夫林省第六选区       | 市镇                   |                        | 纳塔利娅·普齐雷夫      | 41.02%                 |                        | 纳塔利娅·普齐雷夫      | 64.25%                 | [ 25 ]                 |
| 2019年欧洲议会选举     | 法國                   | 市镇                   |                        | 纳塔莉·卢瓦索          | 23.62%                 | （不适用）             | （不适用）             | （不适用）             | [ 30 ]                 |
| 2021年法国省级选举     | 伊夫林省               | 县                     |                        | 苏珊·若内 卡尔·奥利夫  | 61.02%                 |                        | 苏珊·若内 卡尔·奥利夫  | 70.57%                 | [ 31 ]                 |
| 2021年法国省级选举     | 伊夫林省               | 市镇                   |                        | 苏珊·若内 卡尔·奥利夫  | 49.38%                 |                        | 苏珊·若内 卡尔·奥利夫  | 62.56%                 | [ 31 ]                 |
| 2021年法国大区选举     | 法蘭西島大區           | 市镇                   |                        | 瓦莱丽·佩克雷斯        | 35.61%                 |                        | 瓦莱丽·佩克雷斯        | 43.68%                 | [ 32 ]                 |
| 2022年法国总统选举     | 法國                   | 市镇                   |                        | 让-吕克·梅朗雄         | 33.33%                 |                        | 埃马纽埃尔·马克龙      | 67.17%                 | [ 25 ]                 |
| 2022年法国立法选举     | 伊夫林省第六选区       | 市镇                   |                        | 梅琳达·索热            | 38.83%                 |                        | 梅琳达·索热            | 55.32%                 | [ 25 ]                 |

## 人口
2020年，阿谢尔市镇人口数量为21,660，在法国排名第425位。其中男性10,528人，女性11,001人，75岁及以上人口占4.8%，外籍人口数量为3,040人，人口密度为2,294人/平方公里，当地居民被称为（男性）或（女性）。2020年，阿谢尔境内出生334人，死亡人口109人。
| 阿谢尔1901年－2020年人口变化情况 |
|                                  |
| 数据来源：Cassini、INSEE         |

## 经济
阿谢尔是一个区域性的中心市镇。截至2023年9月，阿谢尔市镇范围内共有各类用人单位（包含自雇）2,364家，平均历史为10年，其中98.7%为中小型企业（PME），2023年7月至9月间，当地的经济活力指数为0.17%。（大型零售）、（建筑工程）及（金属构件）是当地2021年营业额最高的三个企业，分别为63,535,071欧元、24,937,143欧元和23,909,186欧元。

## 财政与居民收入
2021年，阿谢尔的财政收入总额为30,228,000欧元，财政支出总额为31,339,000欧元，当年的债务总额为22,087,800欧元。2021年，阿谢尔市镇通过增值税获得349,610欧元的收入，此外当地还共获得了556,750欧元的国家直接财政补助。
2019年，阿谢尔的人均月收入总额为2,605欧元，其中高级职员为3,999欧元，低于法国平均水平（4,230欧元）；中级职员为2,490欧元，高于法国平均水平（2,411欧元）；普通职员为1,819欧元，高于法国平均水平（1,740欧元）。
2020年，阿谢尔境内的贫困率为13%，青壮年（15至64岁）失业率为13.2%；2022年，当地52.2%的家庭拥有纳税资格，平均纳税3,423欧元，低于法国平均水平（4,393欧元）。

## 社会事务

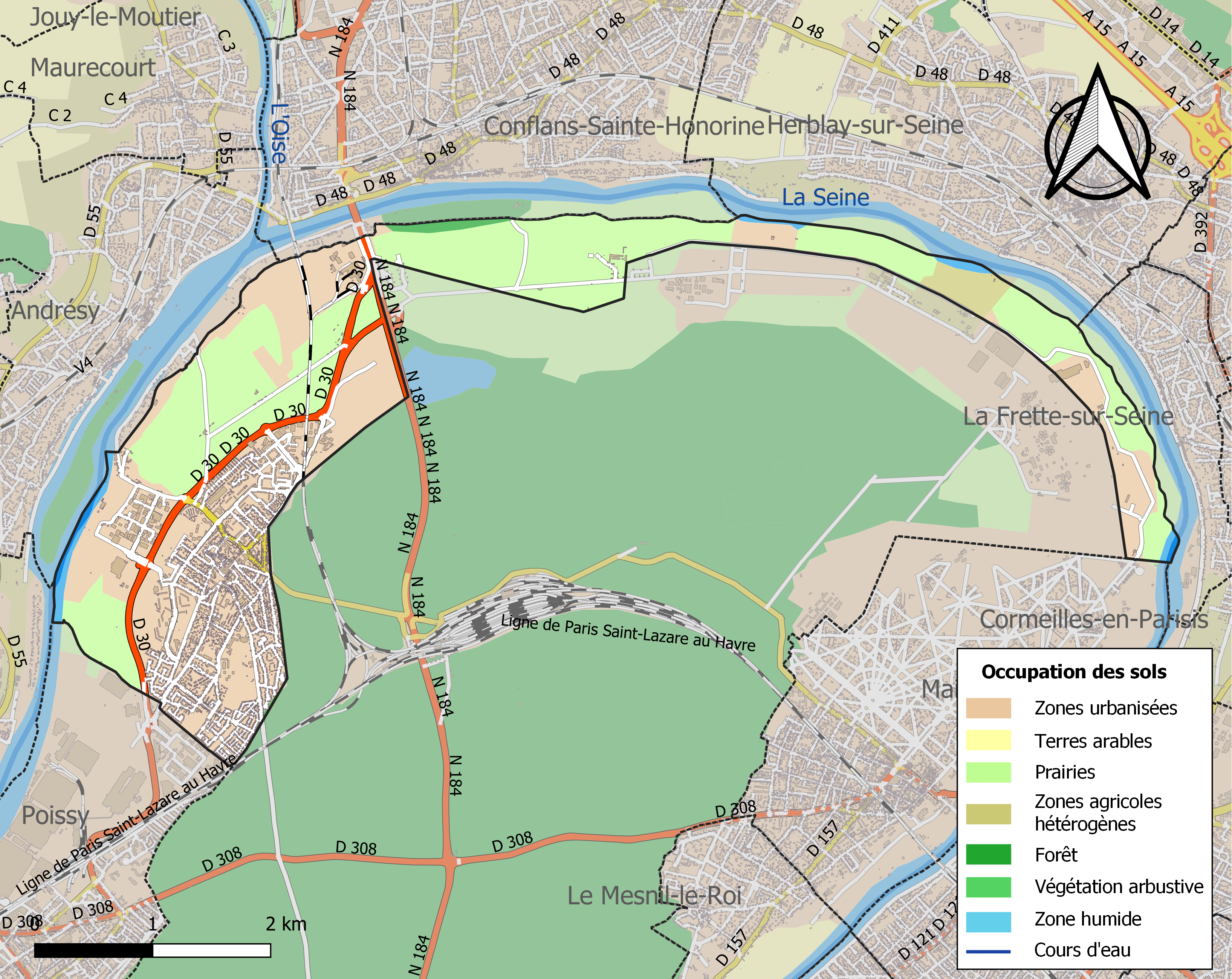
阿谢尔土地利用情况地图

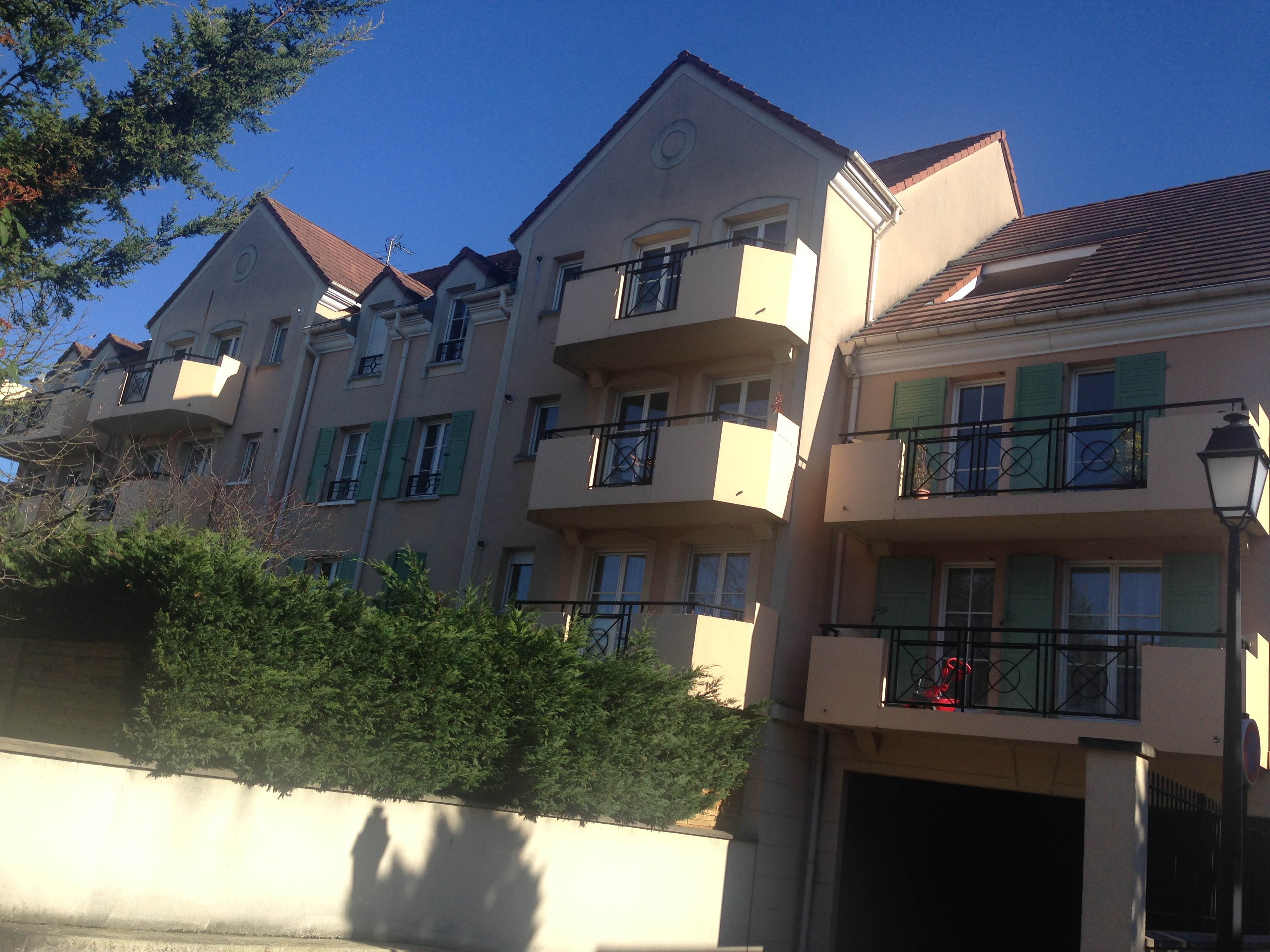
一栋多层公寓楼

### 教育
阿谢尔属于凡尔赛学区。截至2021年1月1日，阿谢尔境内共有8所幼儿园、6所小学、2所初级中学和1所普通高中。2021至2022学年度，阿谢尔境内共有在校中等教育阶段学生1,796名。

### 医疗
截至2021年1月1日，阿谢尔境内共有全科医生9名、保健师8名、牙医8名、护士14名、眼科医生1名、药房6家。
距离阿谢尔最近的区域性医疗机构为普瓦西-圣日耳曼昂莱中心医院（Centre hospitalier intercommunal de Poissy - Saint-Germain-en-Laye），其主病区位于圣日耳曼昂莱市区，距离阿谢尔市区的正常车程大约15分钟，该院设有床位87个。

### 住房
2019年，阿谢尔境内共有各类住房9,405套，其中29.6%为独立式居民区，68.9%为集中式居民区。常住房屋占阿谢尔市镇范围内居民建筑总量的94.7%。
在住房保障政策方面，2021年，阿谢尔境内共有1,962户家庭获得了住房经济补助，受益人数占总人口数量的9.1%，其中1,941份为房租补助。

### 商业
2021年，阿谢尔境内共有各类实体商铺302家，其中餐厅45家、大型超市6家、杂货店12家、面包房6家、肉铺6家、书店2家、银行门店5家、美容美发店16家、汽车维修店18家。市区西部建有大型开放式商业街区，有E.Leclerc、Lidl、Action、Picard等购物商场。

### 体育
2021年，阿谢尔境内共有3间体育馆、1座综合体育场、7处网球场、1处马术场、3处足球或橄榄球场以及2处篮球或排球场。
截至2023年9月，阿谢尔境内共有五家注册足球俱乐部。阿谢尔足球俱乐部（Achères Football Club，编号518355）是当地的代表性足球队，成立于1952年，其主队2023至2024赛季参加伊夫林省足球联赛丁组（法国第十二级别），其主场为乔治·布尔关球场（Stade Georges Bourgoin）。

### 环境
阿谢尔的环境事务由其所属的大巴黎塞纳-瓦兹城市公共社区联合各级政府协调负责。2021年，阿谢尔境内暂无污染企业。

### 治安
阿谢尔及其附近的共12个市镇是孔夫朗-圣奥诺里娜警区（zone police de Conflans Sainte Honorine）的管辖范围。2020年，该警区累计记录各类案件8,539起，其中盗窃类案件4,253起，经济类案件1,252起，毒品交易类案件417起。

## 文化

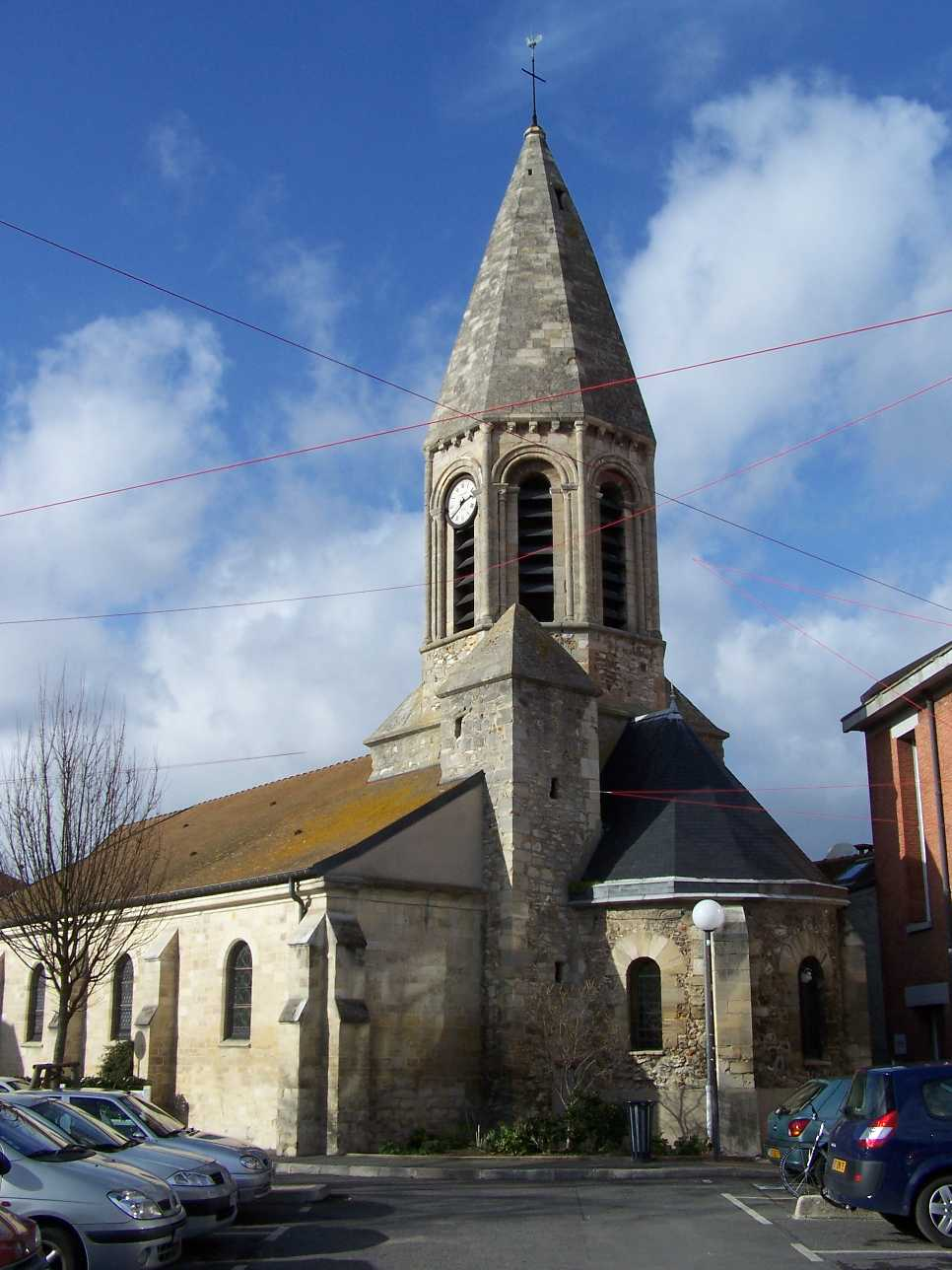
圣马丁教堂

2021年，阿谢尔境内共有1家剧场、1家电影院和1家音乐厅。阿谢尔境内建有保罗·埃吕阿尔多媒体图书馆（Bibliothèque multimédia Paul Éluard），每周二、三、五、六向公众开放。

### 建筑
阿谢尔境内有多处历史建筑，其中镇中心的圣马丁教堂（Église Saint-Martin d'Achères）是当地的地标性建筑物。

### 旅游
阿谢尔的旅游事务由其所属的大巴黎塞纳-瓦兹城市公共社区负责。2022年，阿谢尔境内共有1家酒店共计48间房间。

### 媒体
法国主要的媒体均可在阿谢尔接收，法国电视三台下属的法兰西岛大区频道在部分时段播出阿谢尔所在伊夫林省的地方新闻。蓝色法兰西巴黎广播、巴黎营地广播、BFM电视台巴黎频道、《巴黎人报》等是当地主要的地方性媒体。

## 相关人物
法国科学家保罗-埃米尔·博塔逝世于阿谢尔。

## 友好城市
截至2023年9月，阿谢尔共与三座城市建立了友好城市关系：
- 德国 大克罗岑堡
- 苏格兰 斯通黑文
- 葡萄牙 阿马兰蒂